# Epeolus claripennis
Epeolus claripennis är en biart som beskrevs av Heinrich Friese 1908. Epeolus claripennis ingår i släktet filtbin, och familjen långtungebin. Inga underarter finns listade i Catalogue of Life.